# Antonina Houbraken

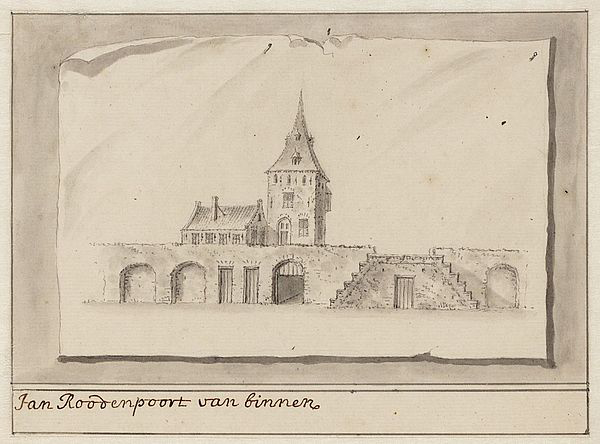
De Jan Roodenpoort te Amsterdam getekend door Antonina Houbraken

Antonina Houbraken (Dordrecht, gedoopt 31 mei 1686 - Amsterdam, begraven 12 december 1736) was een Noord-Nederlandse tekenares.

## Leven en werk
Houbraken was een dochter van de Dordtse schilder Arnold Houbraken (1660-1719) en van Sara Sasbout Souburg. Zij leerde het tekenen van haar vader. In 1723 trouwde zij met de goudsmid en tekenaar Jacobus Stellingwerff. Samen met haar man maakte zij in opdracht topografische tekeningen. Haar belangrijkste opdrachtgevers waren vader Andries en zoon Gerrit Schoemaker. Daarnaast vervaardigde ze ook titelprenten en portretten. Na de dood van haar man in 1727 zette ze zijn werk voort. Haar werk signeerde zij wisselend met haar eigen naam en met de naam van haar overleden man.
Houbraken overleed in december 1736 op vijftigjarige leeftijd in haar woonplaats Amsterdam.
- Biografisch Portaal: 20622429
- RKD-Nederlands Instituut voor Kunstgeschiedenis: 116985
- Union List of Artist Names: 500116551
- Virtual International Authority File: 96545365